# Adolfo Pajares Compostizo
Adolfo Pajares Compostizo   (Torrelavega, 26 de març de 1937 - Santander, 13 de maig de 2020) fou un polític i advocat càntabre del Partit Popular.

## Carrera política
Quan tenia 23 anys va ser regidor a l'ajuntament de Torrelavega. Va passar a ser governador civil de Palència entre 1977 i 1979. El 1971 va esdevindre vicepresident del Consell Regional d'Empresaris de Cantàbria. Les Joves Càmeres d'Espanya el va premiar el 1973 com a "Espanyol per al Futur".